# Noble Discoverer
Die Noble Discoverer war ein unter der Flagge von Liberia fahrendes Bohrschiff.

## Geschichte
Das Schiff wurde in Japan als Massengutfrachter gebaut und kam 1966 als Matsuhiro Maru in Fahrt. 1976 wurde das Schiff von Frontier Drilling gekauft und zum Bohrschiff Frontier Discoverer umgebaut.
2010 wurde das Schiff nach der Fusion von Frontier Drilling und Noble Corporation in Noble Discoverer umbenannt. Bis 2015 war es überwiegend für Bohrungen für den Shell-Konzern in arktischen Gewässern unterwegs.
Das Schiff wurde von Umweltschützern schon länger als "rostig" und "veraltet" bezeichnet. Bei einer technischen Untersuchung der US-Küstenwache 2013 fielen Mängel auf. Das Schiff hatte auch Probleme mit seinem Antriebssystem.
Anfang 2016 wurde das Schiff an die Abwrackwerften bei Alang verkauft.

## Technik
Das Schiff war 166 m lang, 26 m breit und hatte einen Tiefgang von 9 m. Es war für Wassertiefen bis 762 m konzipiert und hatte eine Bohrkapazität von bis zu einer Tiefe von 6.096 m.
Das Schiff besaß ein System zur dynamischen Positionierung (DP).